# Borzyszkowo (gmina Darłowo)
Borzyszkowo (kaszb. Bòrzëszkòwò) – osada w Polsce, położona w województwie zachodniopomorskim, w powiecie sławieńskim, w gminie Darłowo.
Według danych z 28 września 2009 roku osada miała 63 stałych mieszkańców.
W latach 1975–1998 miejscowość administracyjnie należała do województwa koszalińskiego.